# Kera Sherwood-O'Regan
Kera Sherwood-O'Regan (1993) é uma mulher Māori da Ilha Sul da Nova Zelândia preocupada com as mudanças climáticas e os direitos indígenas. Ela é uma defensora da deficiência. Na COP25 ela disse aos delegados: “Parem de ocupar espaço com suas falsas soluções e saiam do nosso caminho”. Em 2023, ela se tornou uma das BBC 100 Women daquele ano.
Sherwood-O'Regan é Māori de Te Waipounamu (a Ilha Sul da Nova Zelândia). Ela é membro do Kāi Tahu iwi e nasceu por volta de 1993 e tem uma família bem relacionada na Nova Zelândia. Sua mãe é Viv Greenwood e seu pai é o curador do Museu Tūhura Otago, Gerard O’Regan. Seu avô é o acadêmico Sir Tipene O'Regan. Sua formação incluiu o estudo de medicina e uma de suas preocupações é a saúde. Ela é membro do conselho da Ora Taiao, uma organização de profissionais de saúde que defende ações para mitigar as mudanças climáticas.